# Різвий
Рі́звий (рос. Резвый) — селище у складі Бугурусланського району Оренбурзької області, Росія.

## Населення
Населення — 140 осіб (2010; 183 у 2002).
Національний склад (станом на 2002 рік):
- росіяни — 64 %